# Кочевка Вторая
Кочевка Вторая (возможны написания Кочевка-2 или Кочевка 2-я) – деревня на территории Николо-Кормской сельской администрации Покровского сельского поселения Рыбинского района Ярославской области .
Деревня расположена на правом берегу реки Корма, ниже её на том же берегу находится деревня Гладышево и далее уже непосредственно в устье база отдыха «Чёрная речка». Выше по течению на том же берегу деревня Вальцово. На противоположном, левом берегу Кормы на автомобильной дороге Р104 на участке Углич-Рыбинск расположена деревня Коркодиново. 
Численность постоянного населения на 1 января 2007 года – 3 человека .  По почтовым данным в деревне 41 дом.
Деревня Кочевка указана на плане Генерального межевания Рыбинского уезда 1792 года.
Транспортное сообщение деревни через рейсовый автобус в деревне Коркодиново связывает деревню с Рыбинском, Мышкиным и Угличем. Администрация сельского поселения в поселке и центр врача общей практики находится в посёлке Искра Октября (по дороге в сторону Рыбинска). В селе Никольском (также в сторону Рыбинска) – центр сельской администрации,  почтовое отделение  , школа, клуб. Действующая церковь и кладбище в селе Николо-Корма.